# Réserve naturelle régionale de Grande-Synthe
La réserve naturelle régionale de Grande-Synthe (RNR310) est une réserve naturelle régionale située dans les Hauts-de-France. Classée en 2015, elle occupe une surface de 174 hectares et protège d'anciens terrains servant au maraîchage. Elle constitue la seconde RNR de la région en surface après la RNR du plateau des landes.

## Localisation

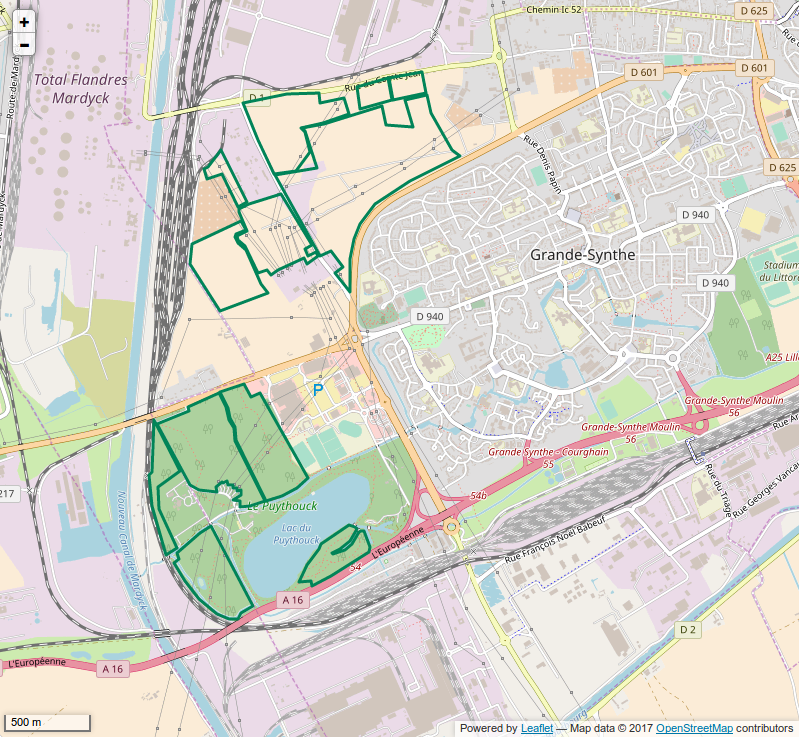
Périmètre de la réserve naturelle.

Le territoire de la réserve naturelle est dans le département du Nord, sur les communes de Grande-Synthe et Mardyck. Il comprend les secteurs du Grand-Prédembourg, du Petit-Prédembourg et du Puythouck qui se situent entre la zone urbanisée de la ville et les complexes industriels.
Le Puythouck a été conçu dans les années 70 et couvre 48 hectares autour d'un lac résultant de l'exploitation de sables pour la voirie. Le Petit-Prédembourg est composé principalement de boisements et de haies. Le Grand-Prédembourg est constitué de zones en friches agricoles.

## Écologie (biodiversité, intérêt écopaysager…)
On trouve sur le site une grande diversité de milieux naturels et notamment la présence de pelouses sableuses, de zones arbustives denses, de boisements et de milieux humides. Il sert de halte migratoire et de site de nidification pour l'avifaune et fait partie avec les réserves naturelles des étangs du Romelaëre et du Platier d'Oye de la trame verte et bleue régionale.

### Flore
La flore recensée comprend 306 espèces dont 7 sont protégées et 37 patrimoniales. La fonge compte 169 espèces dont 13 sont présentes sur la liste rouge nationale et 9 sont patrimoniales.

### Faune
L'avifaune compte 66 espèces nicheuse dont 9 sont sur la liste rouge régionale. On y trouve par exemple l'Aigrette garzette, la Buse variable, le Choucas des tours, la Mouette rieuse, le Goéland argenté, le Tarier pâtre, le Faucon crécerelle, le Phragmite des joncs, le Loriot d'Europe et le Vanneau huppé.
Les amphibiens du site comptent 5 espèces dont le Crapaud calamite.
Pour les invertébrés, on recense 17 espèces d'odonates, 30 espèces de rhopalocères, 16 espèces d'hétérocères et 8 espèces d'orthoptères.
Le Murin des marais fait partie des espèces de chauves-souris fréquentant le site.

## Intérêt touristique et pédagogique
La mise en place d'aménagements spécifiques pour l'accueil du public fait partie des missions du gestionnaire.

## Administration, plan de gestion, règlement
La réserve naturelle est gérée par le Conservatoire d'espaces naturels du Nord et du Pas-de-Calais.

### Outils et statut juridique
La réserve naturelle a été créée par une délibération du Conseil régional du 10 juillet 2015 pour une durée de 50 ans reconductible.